# Церква святого Архистратига Михайла (Діброва)

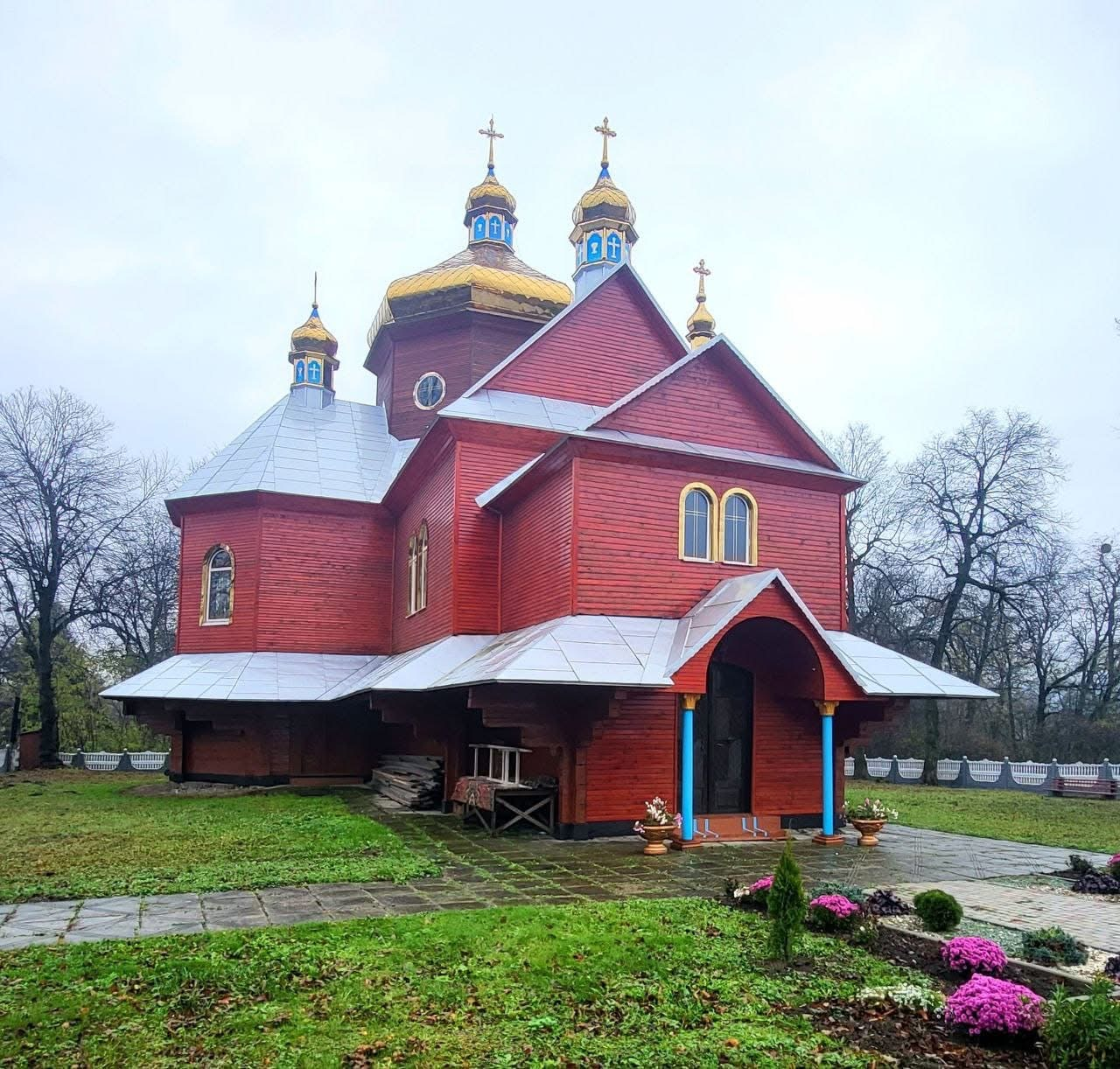
Церква святого Архистратига Михайла

Церква святого Архистратига Михайла — греко-католицька церква у селі Діброва Рогатинського району Івано-Франківської області України, пам'ятка архітектури місцевого значення № 869.

## Історія
Найдавніша згадка про місцеву церкву, датована 1578 р., походить з податкового реєстру. Як свідчить покрайній напис на «Служебнику» 1646 р. з львівської друкарні Михайла Сльозки, нову сільську церкву збудував о. Василь між 1649 і 1665 рр. Ця церква простояла недовго, бо вже в 1723 р. на її місці, коштом о. Теодора, була зведена наступна дерев'яна церква, благословлена завалівським деканом о. Іллею Биркієвичем.
Як свідчить акт візитації 1756 р., в цей час у селі була відновлена дерев'яна однобанна церква, благословлена деканом устецьким о. Танчаком. При ній була окрема дерев'яна дзвіниця. У 1894 р. на новому місці зведено нову дерев'яну церкву, будівництво якої коштувало 20000 корон. У 1896 р. відновлено дзвіницю, перенесену від старої церкви.
На будову нової церкви використано частково матеріал з розібраної старої. У 1963 р. зачинена церква була перетворена на музей. Тоді ж знищено весь церковний вистрій, включно з вирубаним іконостасом. Церква відновлена 13 серпня 1989 р. Церква в користуванні громади УГКЦ.

## Опис
Розташована скраю села на вершині пагорба-гряди. Стара церква знаходилася на сусідньому пагорбі за 50 м на схід, на старому цвинтарі. Дерев'яна неукраїнська будівля на взірець церков Василя Нагірного. До квадратової у плані нави прилягають зі сходу — гранчастий вівтар з двома прямокутними ризницями по боках, з півночі і півдня — гранчасті бічні рамена, а з заходу — прямокутний бабинець з вужчим присінком. Над навою на високому світловому восьмерику здіймається низька шоломова баня, завершена сліпим ліхтарем з маківкою. Оперізує церкву широке піддашшя, оперте на фігурні випусти вінців зрубів. Стіни підопасання — відкритий зруб, надопасання і восьмерика — шальовані вертикально дошками і лиштвами. Віконні прорізи у стінах восьмерика та чільних гранях рамен круглої форми, у скісних гранях — видовженої прямокутної форми з півциркульним завершенням. Додаткові двері влаштовані у західних стінах бічних рамен. В інтер'єрі всі об'єми перекриті купольними склепіннями. Хори, розташовані в бабинці вздовж трьох стін. Опираються на профільовані випусти. Стіни не мальовані. Іконостас збірний, радше нагадує виставку різночасових і різнорідних ікон.
На південний захід від церкви розташована двоярусна стовпова дзвіниця, зведена одночасно з церквою. Будівля шальована вертикально дошками, розділена невеличким піддашшям, опертим на приставлені кронштейни. Вверху другого ярусу, під окапом пірамідального наметового даху, влаштована відкрита голосникова галерея. На новому цвинтарі, розташованому через дорогу від церкви, стоїть ще одна дерев'яна двоярусна дзвіниця, збудована у 1960-х рр..

## Світлини

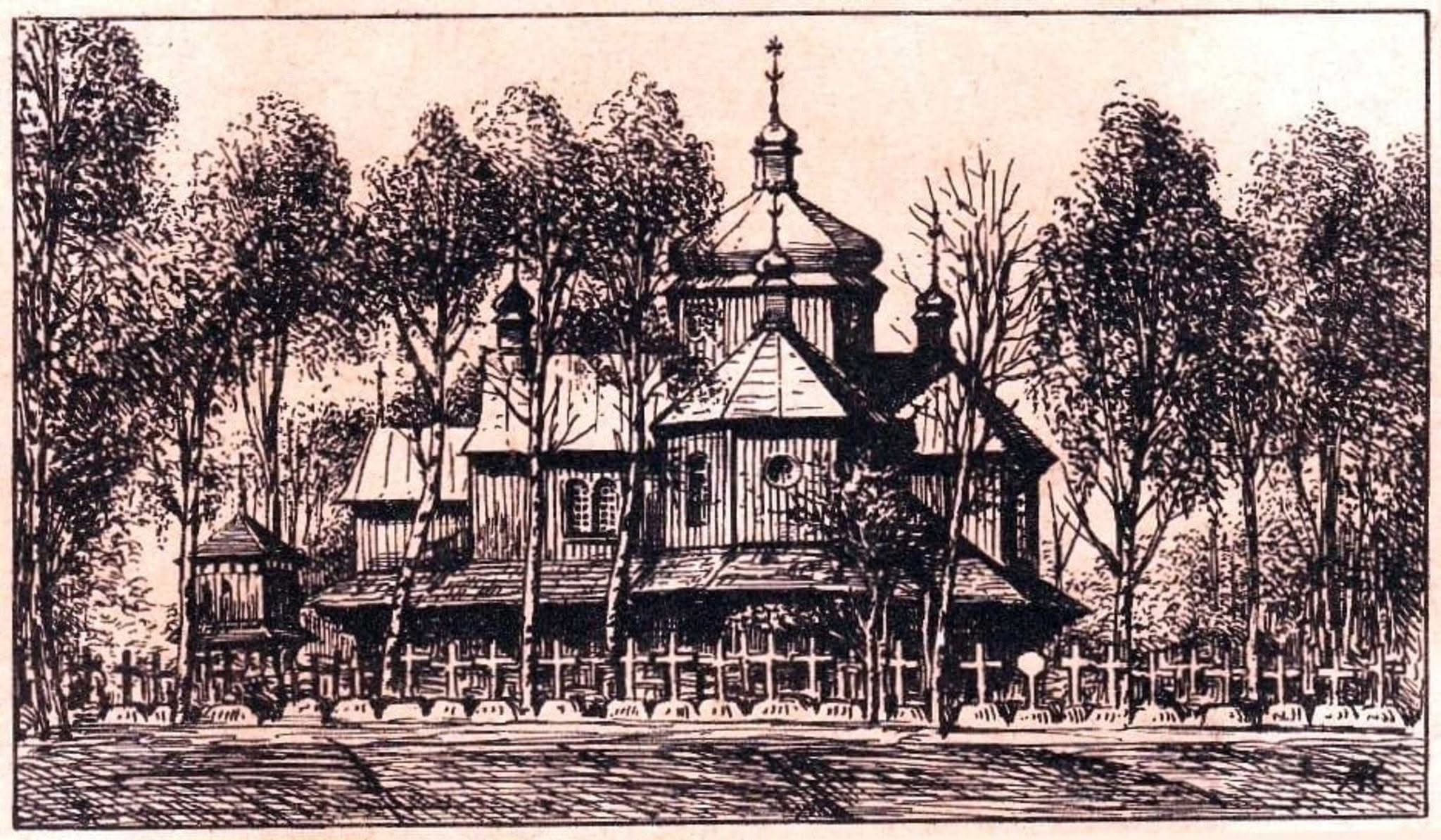
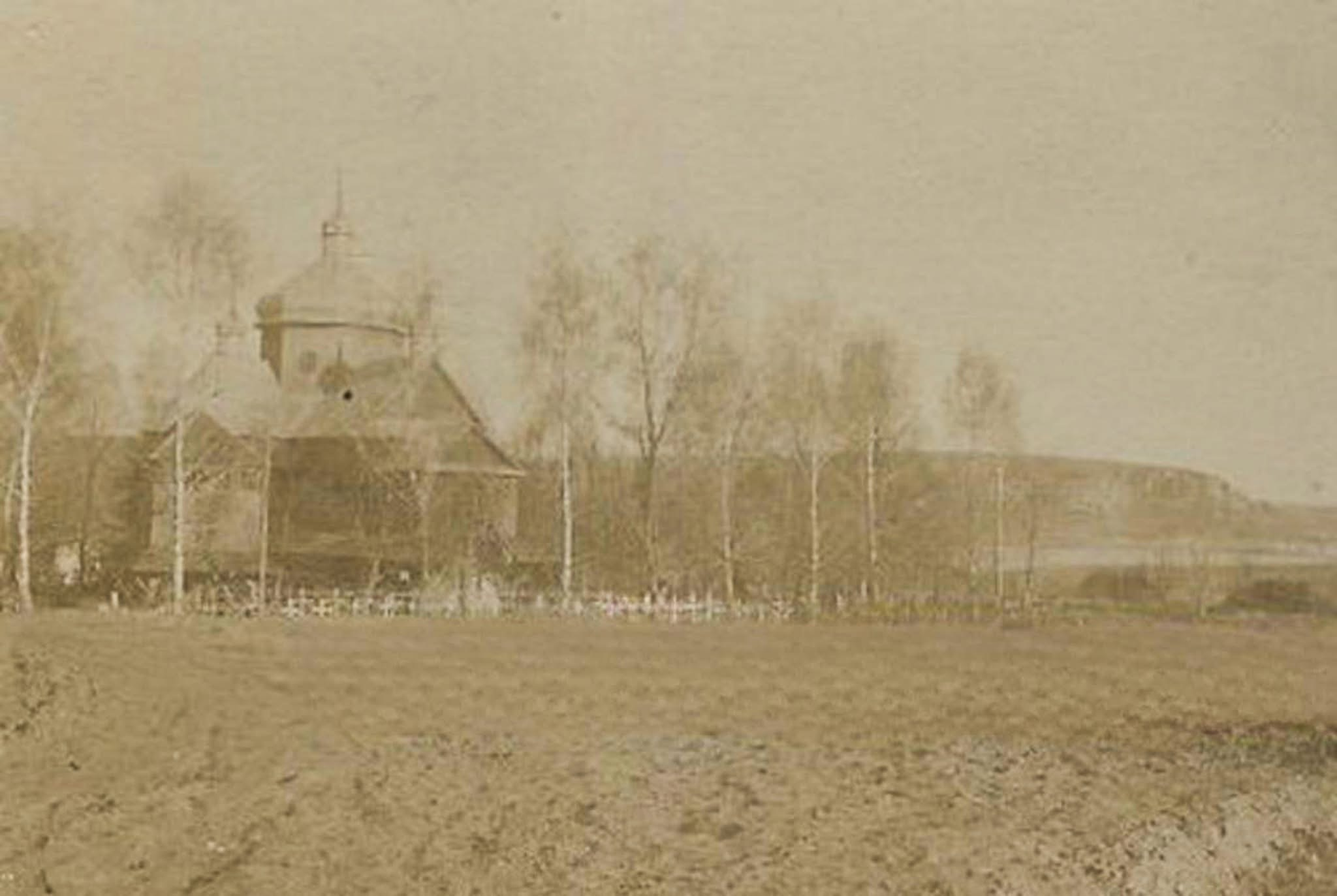
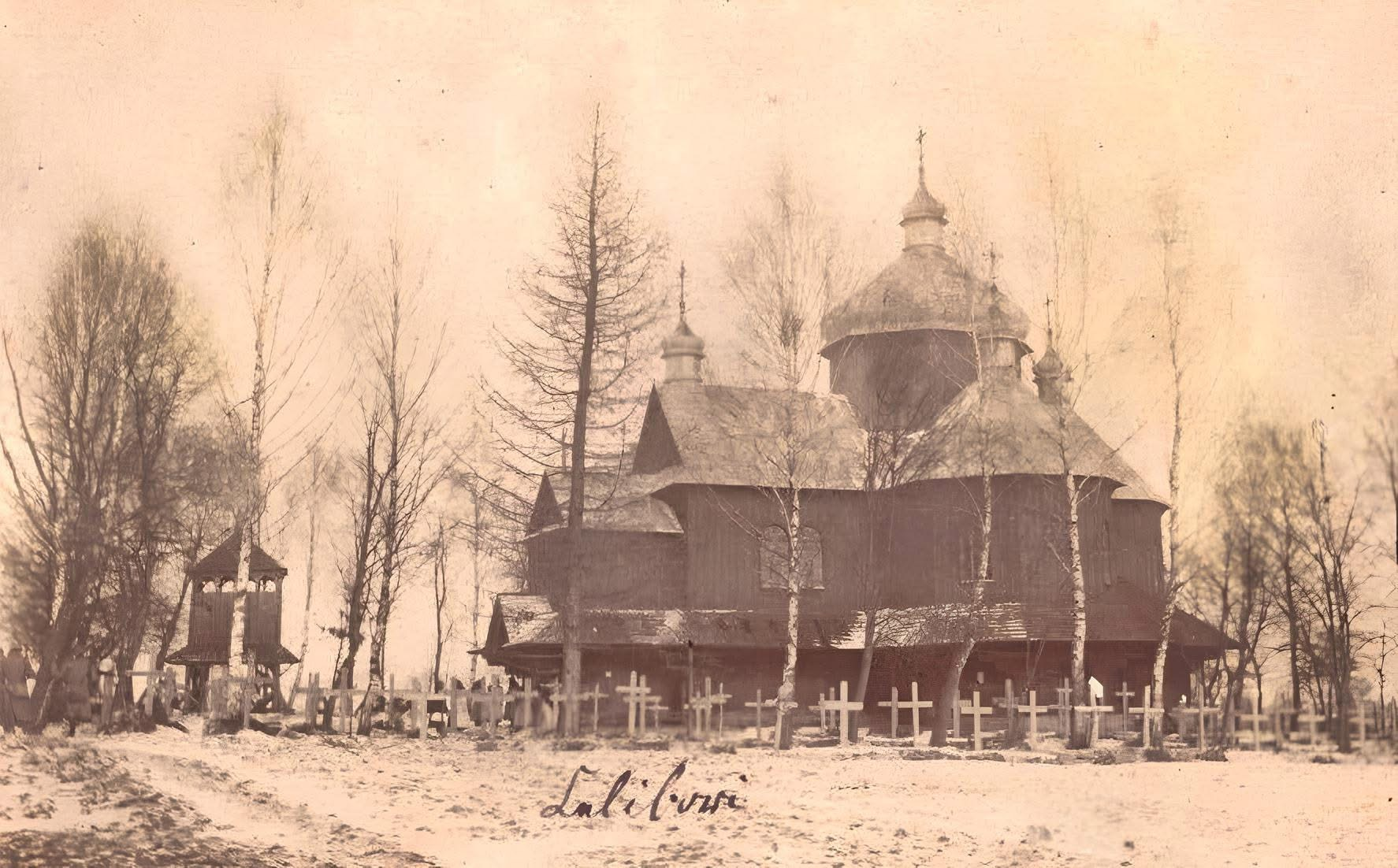
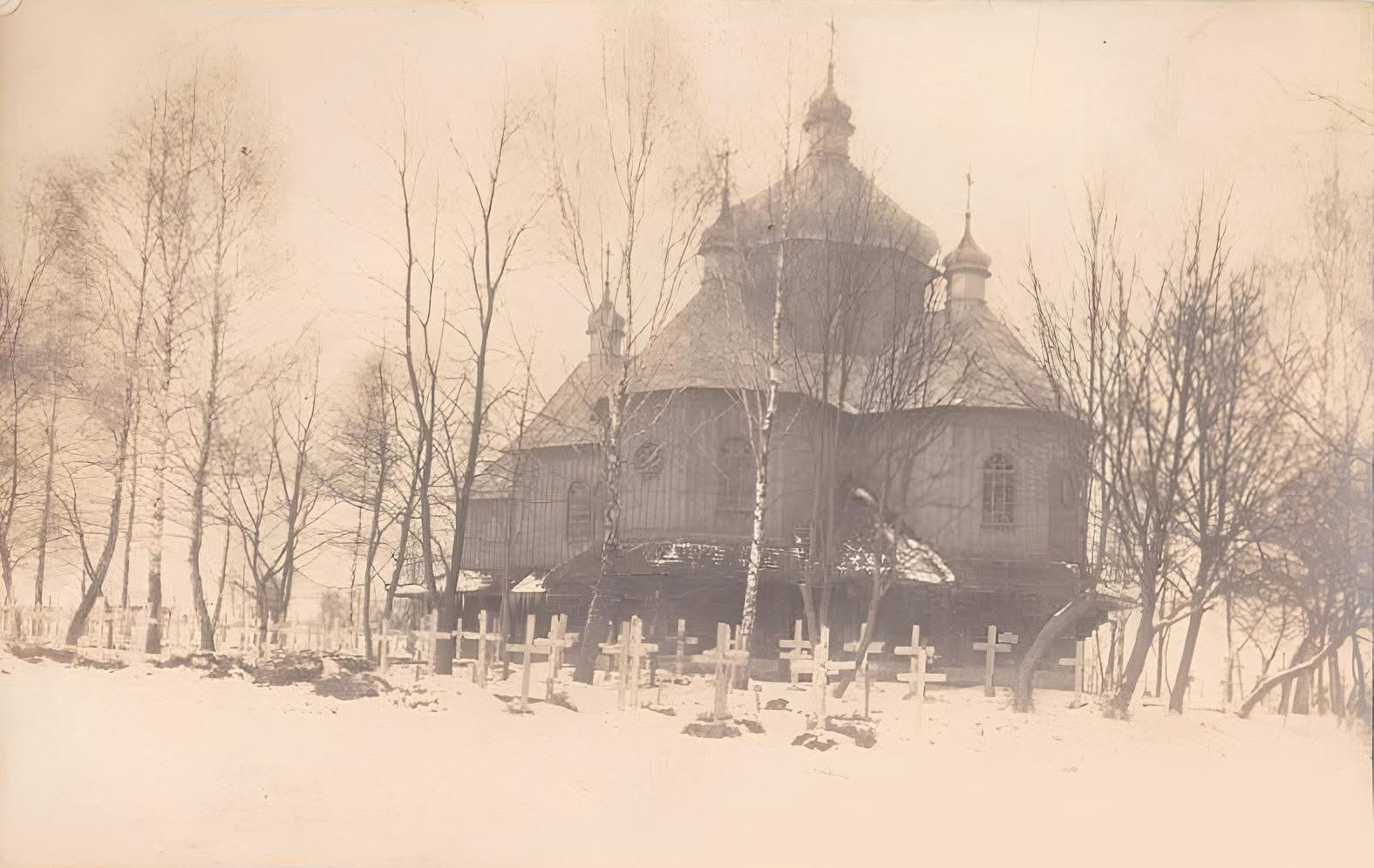
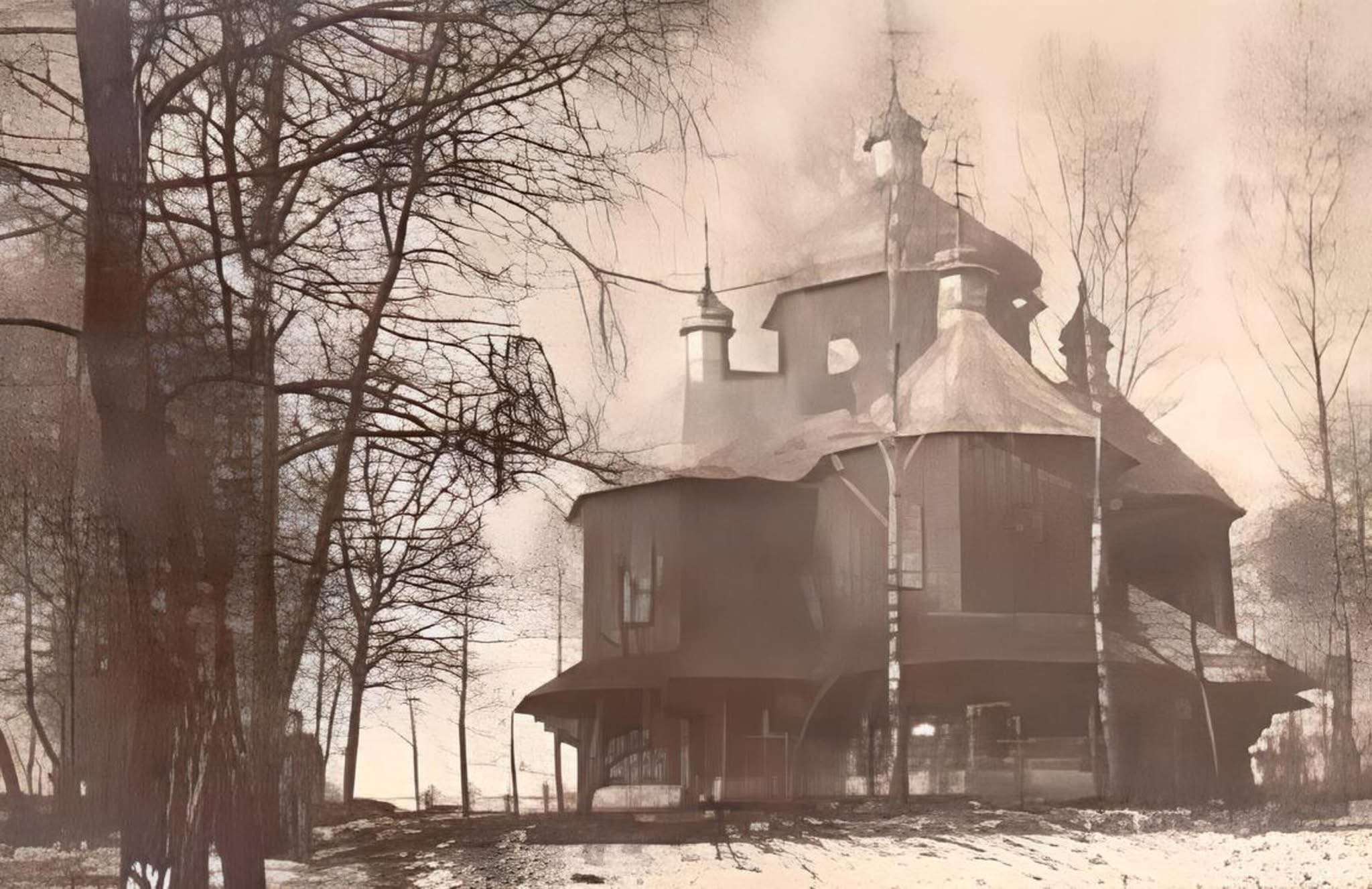
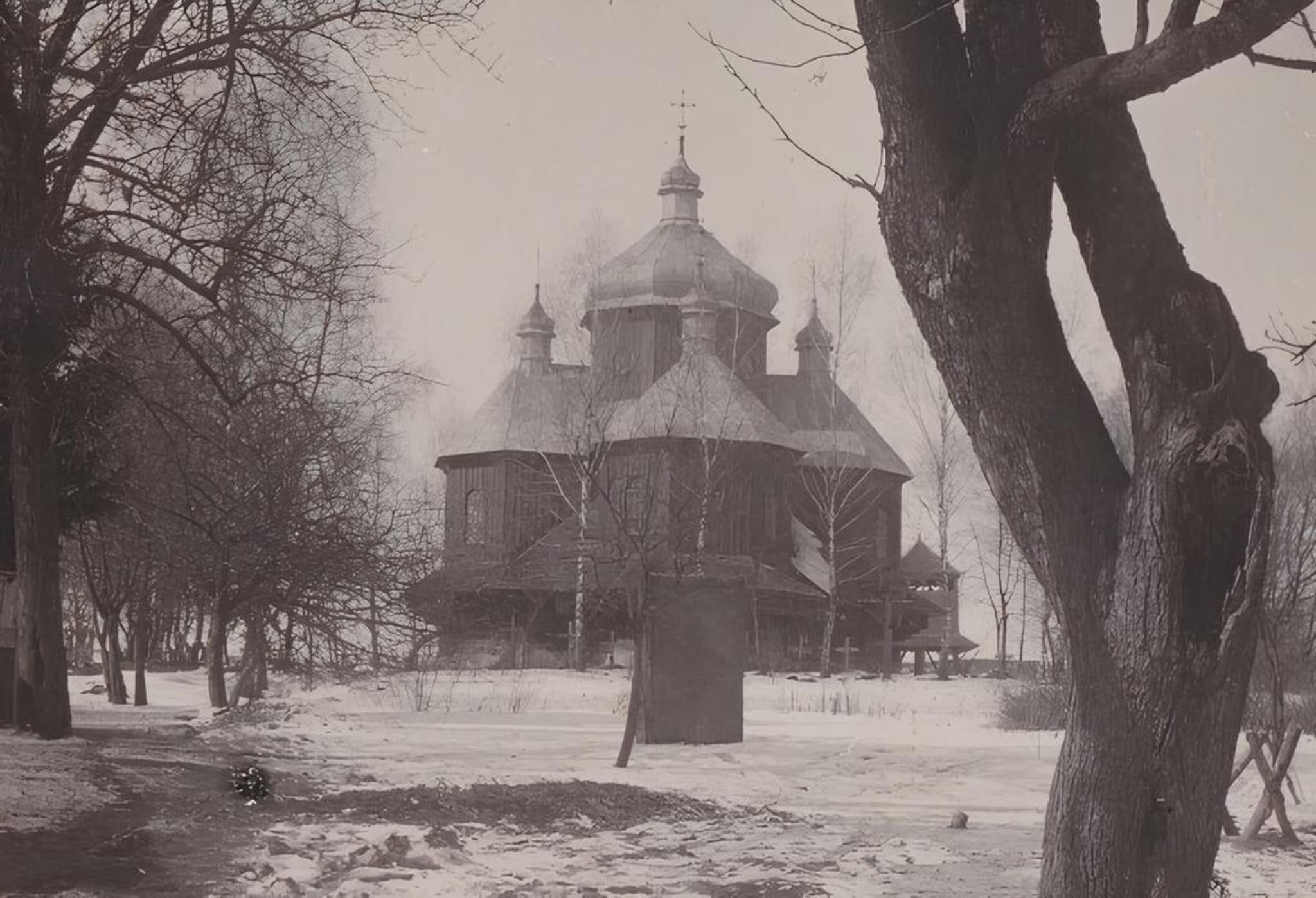
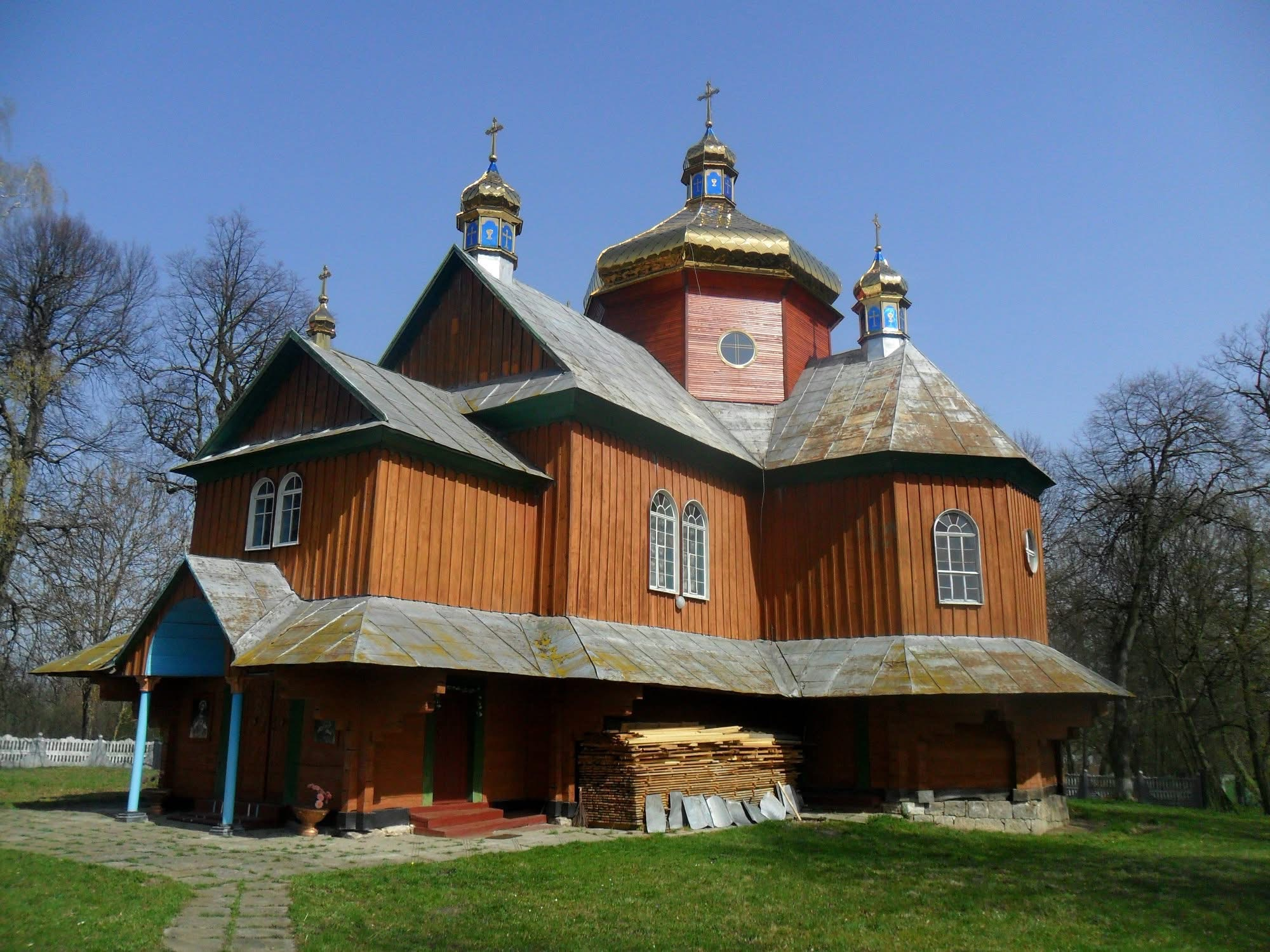
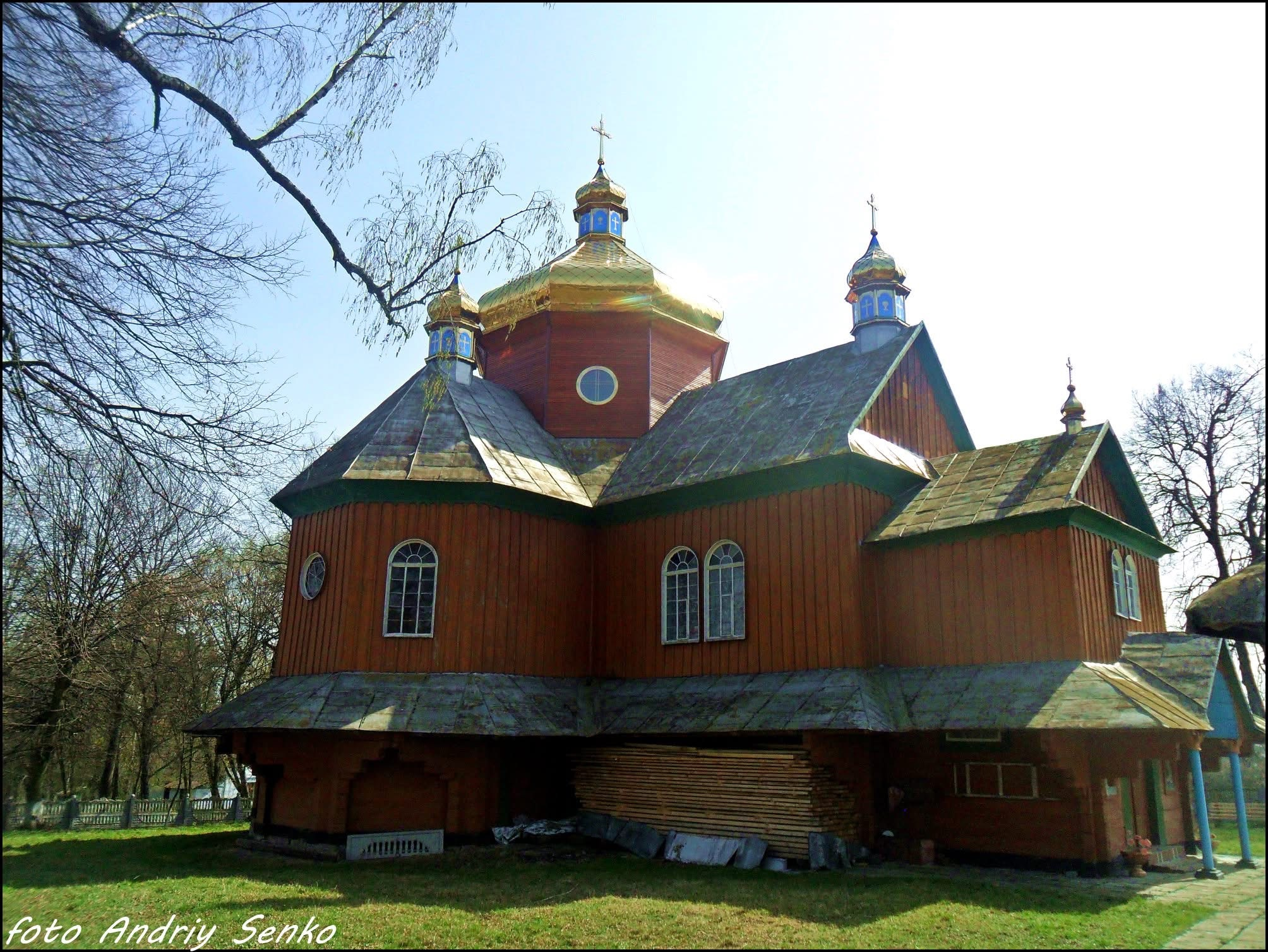
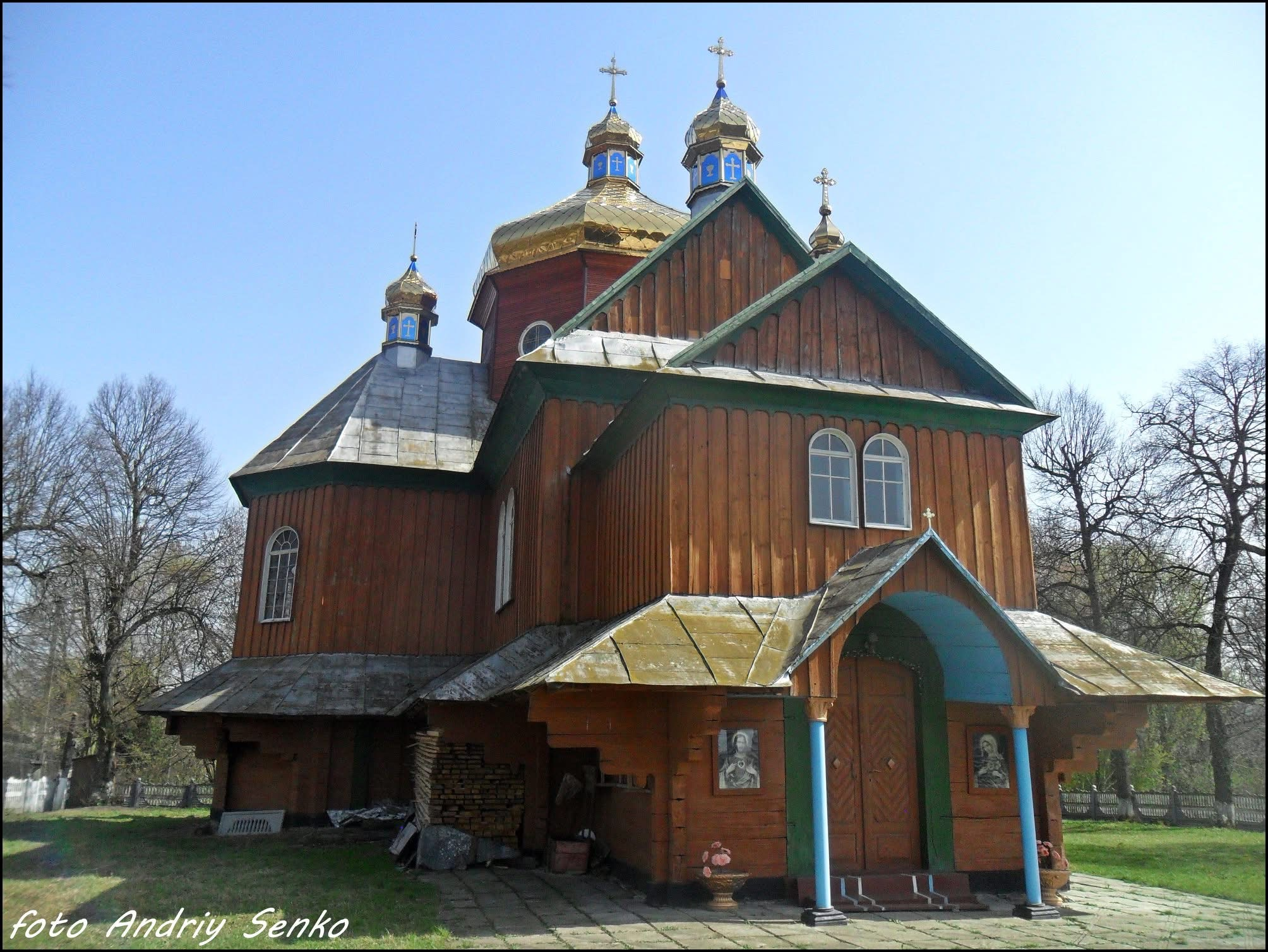
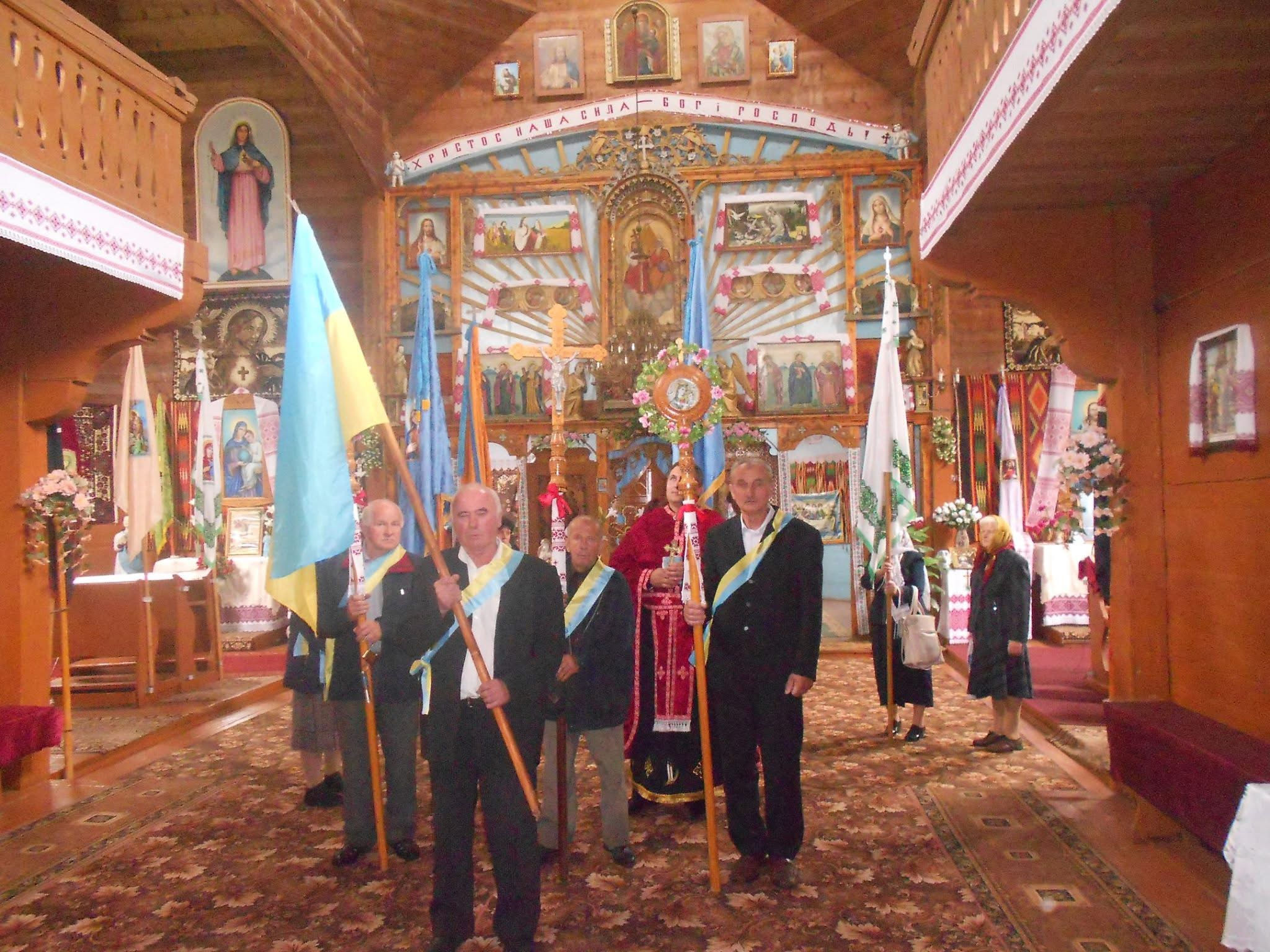